# Cassignanica
Cassignanica (Cassgnanega in dialetto locale, AFI: [kazɲaˈneːɡa]) è una frazione del comune italiano di Rodano posta a sudovest del centro abitato, verso Pantigliate. Fu comune autonomo fino al 1841.

## Storia
Piccola comunità sede di parrocchia e registrata agli atti del 1751 come un villaggio milanese di soli 97 abitanti, alla proclamazione del Regno d'Italia nel 1805 Cassignanica risultava avere 150 residenti. Nel 1809 un regio decreto di Napoleone soppresse il municipio annettendolo a Pantigliate, e poi a Peschiera nel 1811. Il Comune di Cassignanica fu ripristinato nel 1816 dopo il ritorno degli austriaci, i quali tuttavia tornarono sui loro passi il 17 gennaio 1841, allorquando con dispaccio governativo decisero l'annessione della comunità a Briavacca, paesino che era invece da sempre dipendente da Cassignanica dal punto di vista ecclesiastico. Fu poi nei decenni successivi Briavacca a confluire dentro l'odierna Rodano.

## Monumenti e luoghi d’interesse

### Architetture religiose
La Chiesa di San Vincenzo è sede di una parrocchia pluri-centenaria.